# Roland Weißpflog
Roland Weißpflog (* 13. November 1942 in Pleißa) ist ein ehemaliger deutscher Nordischer Kombinierer.
Roland Weißpflog jr. startete für SC Traktor Oberwiesenthal und wog zu Wettkampfzeiten 75 kg bei einer Körpergröße von 1,78 m. Schon sein Vater Roland Weißpflog war ein erfolgreicher Skisportler und sein Bruder Falko ein erfolgreicher Skispringer und -flieger. Er nahm zweimal an Olympischen Winterspielen teil. Bei den Spielen 1964 in Innsbruck wurde in der Nordischen Kombination nur ein Einzelwettbewerb ausgetragen. Weißpflog erreichte Platz sechzehn unter 32 Startern und war damit drittbester Deutscher der gesamtdeutschen Mannschaft, nach dem Sprunglauf hatte er noch auf Platz vier gelegen. Mit Platz neun lief es 1968 in Grenoble besser für ihn. Dort trat er für die DDR an, die erstmals eine eigenständige Mannschaft stellte. Eine bessere Platzierung vergab er beim Springen, das er auf Rang 29 beendete. Mit der zweitbesten Zeit in der Loipe hinter dem Schweizer Silbermedaillengewinner Alois Kälin lief Weißpflog noch in die Top Ten und verhalf – durch die Verbesserung der Durchschnittszeiten im Lauf, die Grundlage für die Punktwertung war – dem Bundesdeutschen Franz Keller so zum Olympiasieg, sein Mannschaftskamerad Andreas Kunz wurde Dritter. 1963 war Weißpflog Dritter der DDR-Meisterschaften, 1964 und 1966 DDR-Meister und 1967 Vizemeister.